# Wahlen zum Senat der Vereinigten Staaten 1934
Die Wahlen zum Senat der Vereinigten Staaten 1934 waren Wahlen von einem Drittel der US-Senatoren in den Bundesstaaten der Vereinigten Staaten am 6. November 1934, bzw. am 10. September im Bundesstaat Maine. Die Wahlen waren Teil der allgemeinen Wahlen zum 74. Kongress der Vereinigten Staaten in jenem Jahr, bei denen auch alle Abgeordneten des Repräsentantenhauses gewählt wurden. Da der Wahltermin genau in der Mitte der ersten vierjährigen Amtszeit von Präsident Franklin D. Roosevelt lag (Midterm Election), galten die Wahlen zum Teil auch als Votum über die bisherige Politik des Präsidenten.
Seit der Verabschiedung des 17. Zusatzartikel zur Verfassung der Vereinigten Staaten im Jahr 1913 werden alle US-Senatoren in ihrem jeweiligen Bundesstaat direkt vom Volk ihres Staates gewählt. Dabei stellt jeder Bundesstaat 2 Senatoren. Nach der Verfassung der Vereinigten Staaten werden US-Senatoren auf sechs Jahre gewählt. Allerdings werden nie alle Senatsmitglieder gleichzeitig gewählt. Die Wahlen folgen einem Schema, wonach alle zwei Jahre ein Drittel der Senatoren zeitgleich mit den Wahlen zum US-Repräsentantenhaus gewählt werden. Zu diesem Zweck ist der Senat in drei Klassen eingeteilt, die das Wahljahr der Senatoren bestimmen. Im Jahr 1934 standen die Senatoren der Klasse I zur Wahl. Zu diesem Zeitpunkt bestanden die Vereinigten Staaten aus 48 Bundesstaaten. Daraus ergibt sich die Zahl von insgesamt 96 Senatoren, von denen 36 zur Wahl standen. Die Wahl ergab ein deutliches Votum für die Politik des demokratischen Präsidenten Franklin Roosevelt. Die Demokraten bauten ihre 1932 errungene Senats Mehrheit noch aus. Sie gewannen 10 weitere Sitze und hielten nun eine Zweidrittelmehrheit. Erstmals seit dem Sezessionskrieg konnte die Partei des regierenden Präsidenten bei einer Midterm Election noch Mandate hinzugewinnen.

## Senatszusammensetzung nach der Wahl
- Demokratische Partei: 69 (59)[1]
- Republikanische Partei: 25 (36)
- Farmer and Labor Party in Minnesota: 1 (1)
- Progressive Party: 1 (0)

Gesamt: 96
In Klammern sind die Ergebnisse der letzten Wahlen vom 8. November 1932. Veränderungen im Verlauf der Legislaturperiode, die nicht die Wahlen an sich betreffen, sind bei diesen Zahlen nicht berücksichtigt. Werden aber im Artikel über den 74. Kongress im Abschnitt über die Mitglieder des Senats bei den entsprechenden Namen der Senatoren vermerkt.
Zu Veränderungen nach der Wahl siehe auch Liste der Mitglieder des Senats im 74. Kongress der Vereinigten Staaten.